# Fauna van de Filipijnen
In dit artikel wordt een overzicht gegeven van de fauna van de Filipijnen.

## Biogeografische zones van de Filipijnen
De Filipijnen zijn in te delen in een aantal zones, die biogeografisch gezien van elkaar verschillen. De grenzen van die zones zijn bepaald door de grootte van de Filipijnse eilanden tijdens het Pleistoceen, toen de gemiddelde zeespiegel zo'n 150 meter lager lag. Het gevolg hiervan was dat zeestraten tussen diverse eilanden droog kwamen te liggen. Daardoor werd de regio Groot-Palawan waarschijnlijk met Borneo verbonden, wat nu nog te zien is in de verschillende groepen die in de Filipijnen alleen in die regio voorkomen.
De belangrijkste te onderscheiden zones zijn:
- Groot-Luzon
- Mindoro
- Sibuyan
- Groot-Negros-Panay
- Groot-Mindanao
- Camiguin
- Batanes-Babuyan
- Groot-Palawan
- Sulu-eilanden

## Diersoorten in de Filipijnen

### Reptielen en amfibieën

#### Amfibieën
Op de Filipijnen leven bijna 100 soorten kikkers. Deze behoren tot de families vuurbuikpadden (Bombinatoridae, 1 soort), padden (Bufonidae, 7 soorten), Aziatische kikkers (Megophryidae, 3 soorten) Microhylidae (11 soorten), echte kikkers (Ranidae, 56 soorten) en de schuimnestboomkikkers (Rhacophoridae, 18 soorten). Op de Filipijnen komen geen salamanders voor, wel drie soorten wormsalamanders, die een gravende levenswijze hebben en zelden gezien worden.
Zo'n 80% van de amfibieën zijn endemisch voor de Filipijnen, ze komen nergens anders voor. Een kikkergeslacht waarvan veel soorten in de Filipijnen voorkomen is het geslacht Platymantis. Er komen 25 verschillende soorten voor. Ze behoren tot de echte kikkers, maar hebben net als boomkikkers hechtschijfjes aan de tenen.

#### Reptielen

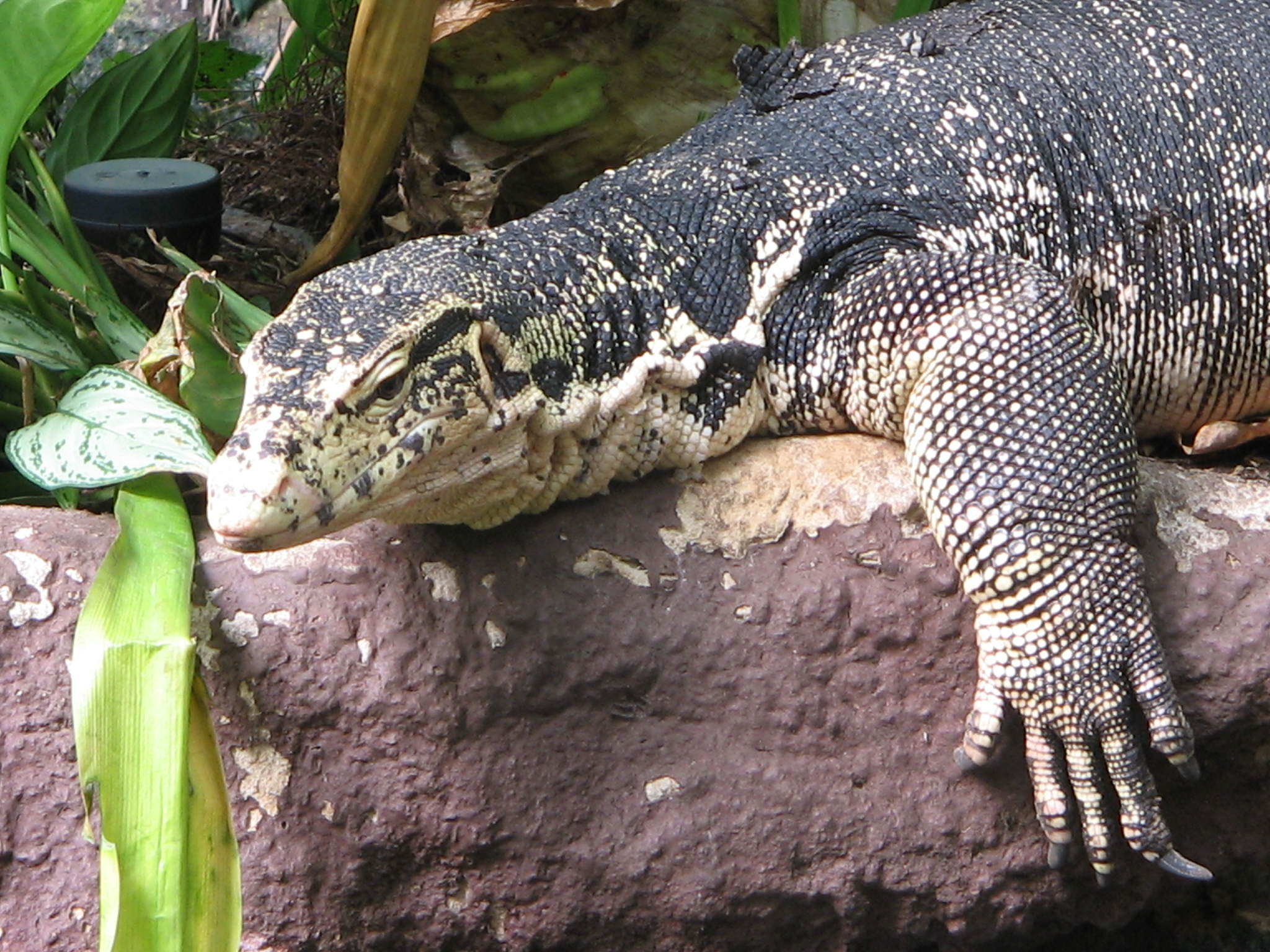
De watervaraan is te vinden in de Filipijnen.

Zo'n 60 tot 70% van de reptielsoorten die in de Filipijnen voorkomen zijn endemisch, waaronder alle soorten van een zestal geslachten. Er komen maar liefst dertien soorten vliegende draakjes van het geslacht Draco voor. Van de hagedissen behoort een kwart van alle soorten tot de gekko's, en ruim de helft tot de skinken. Een unieke en een van de meest bedreigde soorten die er is te vinden is de Filipijnse krokodil (Crocodylus mindorensis), waarvan naar schatting nog maar zo'n 100 exemplaren in het wild leven. Andere unieke soorten zijn Varanus olivaceus en de Filipijnse aardschildpad (Heosemys leytensis). De reuzenweekschildpadden uit het geslacht Pelochelys kunnen een imposante schildlengte bereiken van 1 à twee meter.
In de Filipijnen leven ongeveer 90 verschillende soorten slangen. Met name soorten uit wat bekendere families, zoals de zeeslangen, toornslangachtigen, boa's, adders en verschillende gifslangen als cobra's en kraits komen op de Filipijnen voor. Ook soorten uit minder bekende families als wormslangen en de waterslangen zijn er te vinden en zelfs de uit twee soorten bestaande familie aardslangen wordt door de fraaie regenboogslang (Xenopeltis unicolor) vertegenwoordigd.

### Vogels

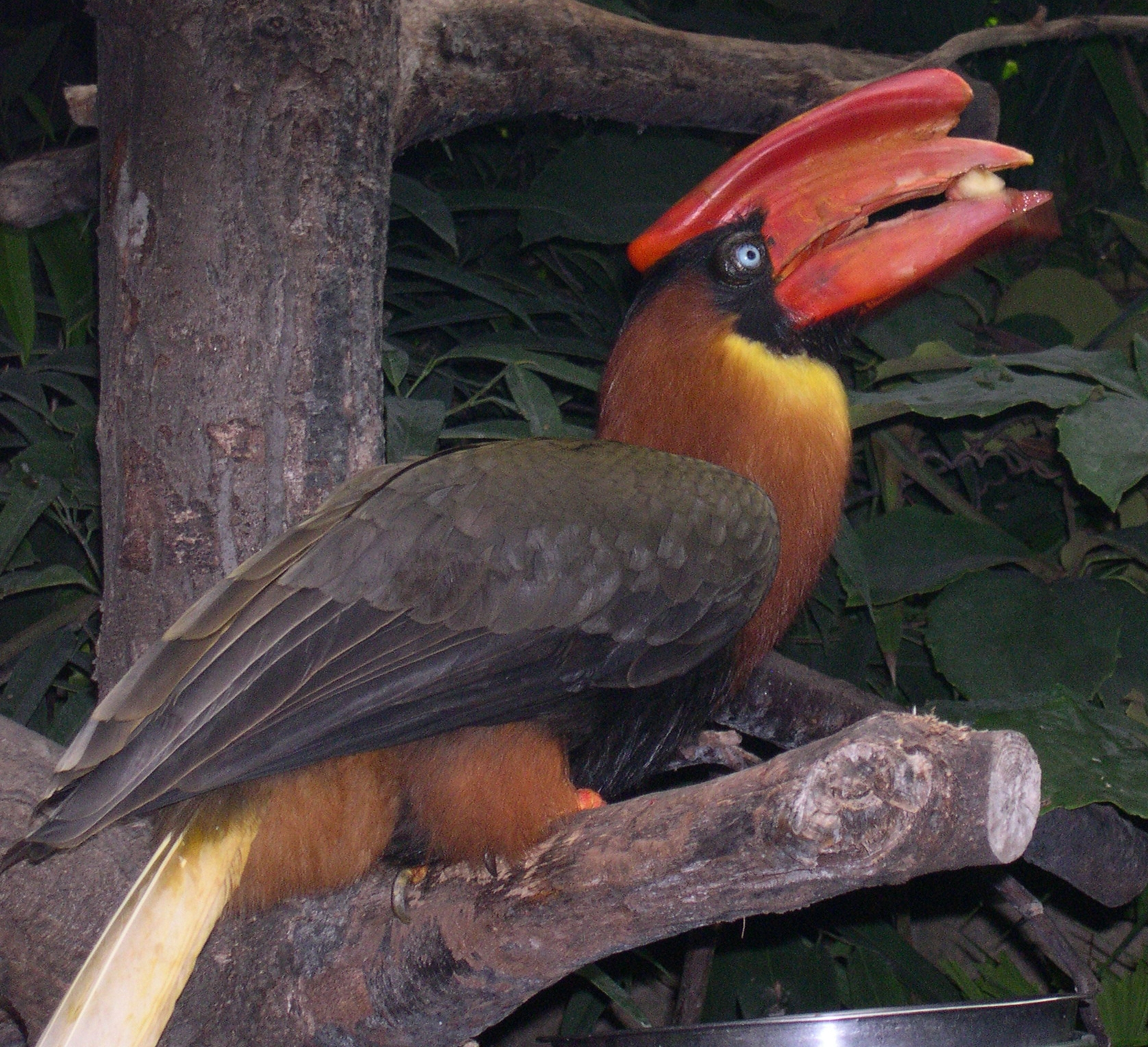
Een rosse neushoornvogel in Avifauna

In de Filipijnen zijn 572 soorten vogels te vinden waarvan 172 endemische en 8 bijna-endemische. Er worden echter nog steeds nieuwe soorten ontdekt. Tegelijkertijd zijn vele soorten bedreigd in hun voortbestaan als gevolg van de achteruitgang van hun leefgebieden door de ontbossing en/of de jacht. De nationale vogel van de Filipijnen is de in haar voortbestaan bedreigde Filipijnse apenarend (Pithecophaga jefferyi). Deze arend is met een spanwijdte van 2,20 meter een van de grootste arenden ter wereld. Andere roofvogels die alleen op de Filipijnen voorkomen zijn de Filipijnse dwergvalk (Microhierax erythrogenys) en de Filipijnse kuifarend (Spizaetus philippensis). Een op de Filipijnen voorkomende neushoornvogel is de opvallende en bedreigde rosse neushoornvogel (Buceros hydrocorax). In het totaal komen op de Filipijnen vijf neushoornvogels voor.
Ook op de bodem van de bossen en oerwouden zijn bijzondere vogels te vinden. Opvallende vogels zijn bijvoorbeeld de dolksteekduiven, zoals de Barletts dolksteekduif (Gallicolumba criniger) en de palawanpauwfazant (Polyplectron emphanum), een pauwfazant waarvan het mannetje erg mooie en opvallende blauwgroene veren heeft.

### Zoogdieren

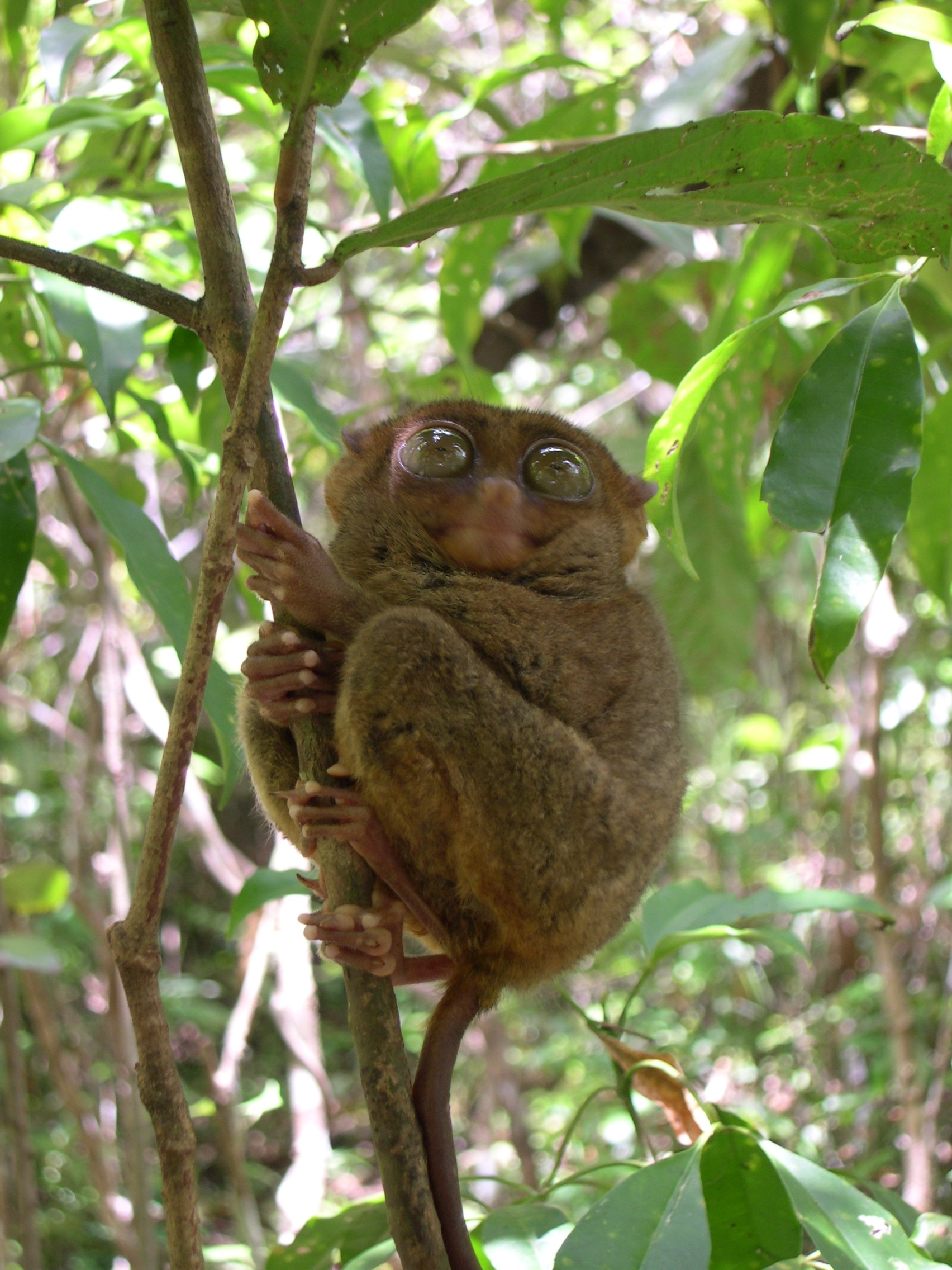
Een Filipijns spookdiertje in het Tarsier Sanctuary op Bohol

De Filipijnen hebben vele unieke zoogdieren. Hoewel nog steeds nieuwe soorten ontdekt worden zijn er nu 204 op de archipel voorkomende soorten bekend. Hiervan zijn 111 soorten endemisch voor de Filipijnen.